# Definitiemacht

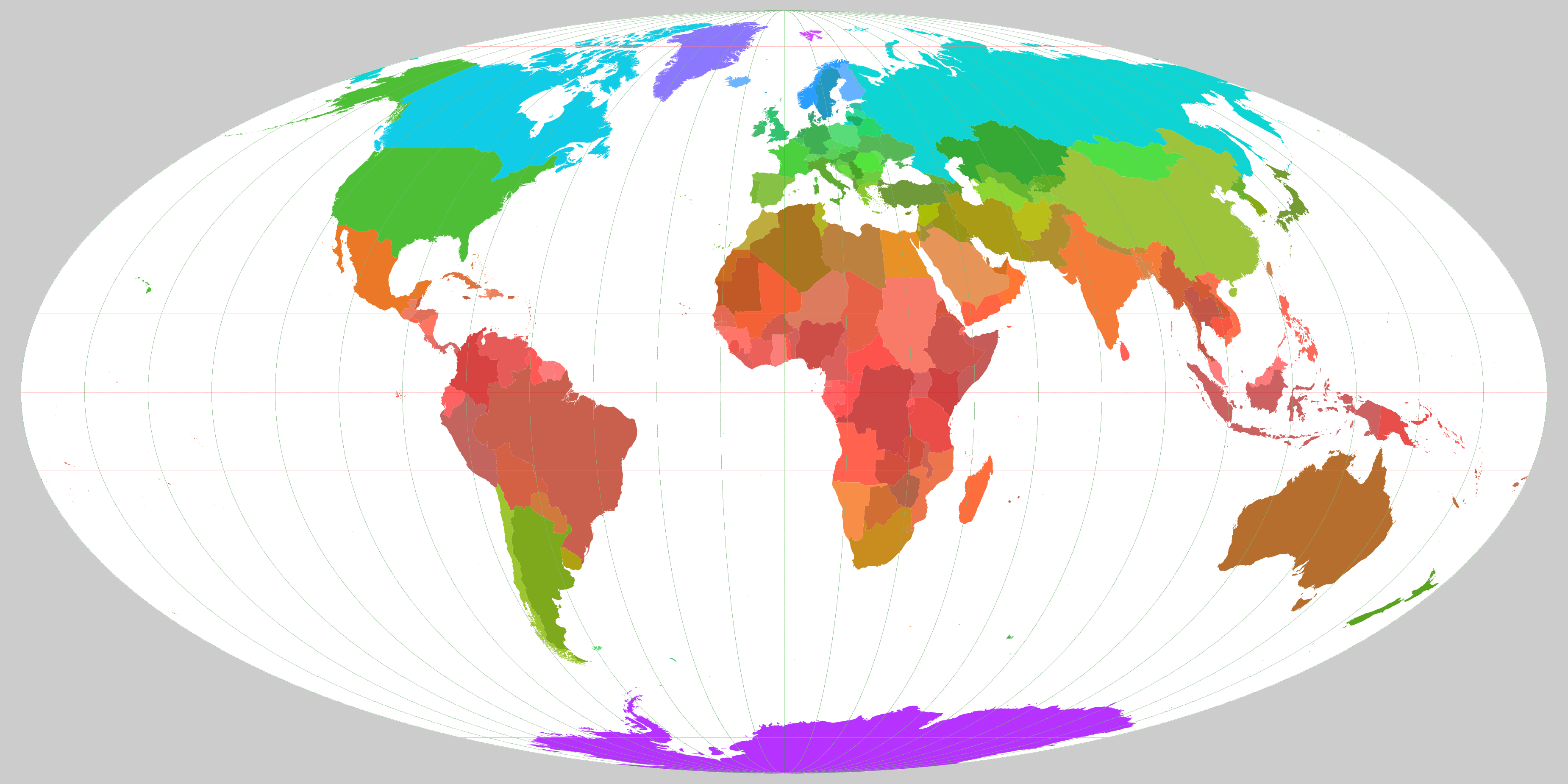
Wordt de wereld oppervlaktegetrouw afgebeeld zoals in de Mollweideprojectie...

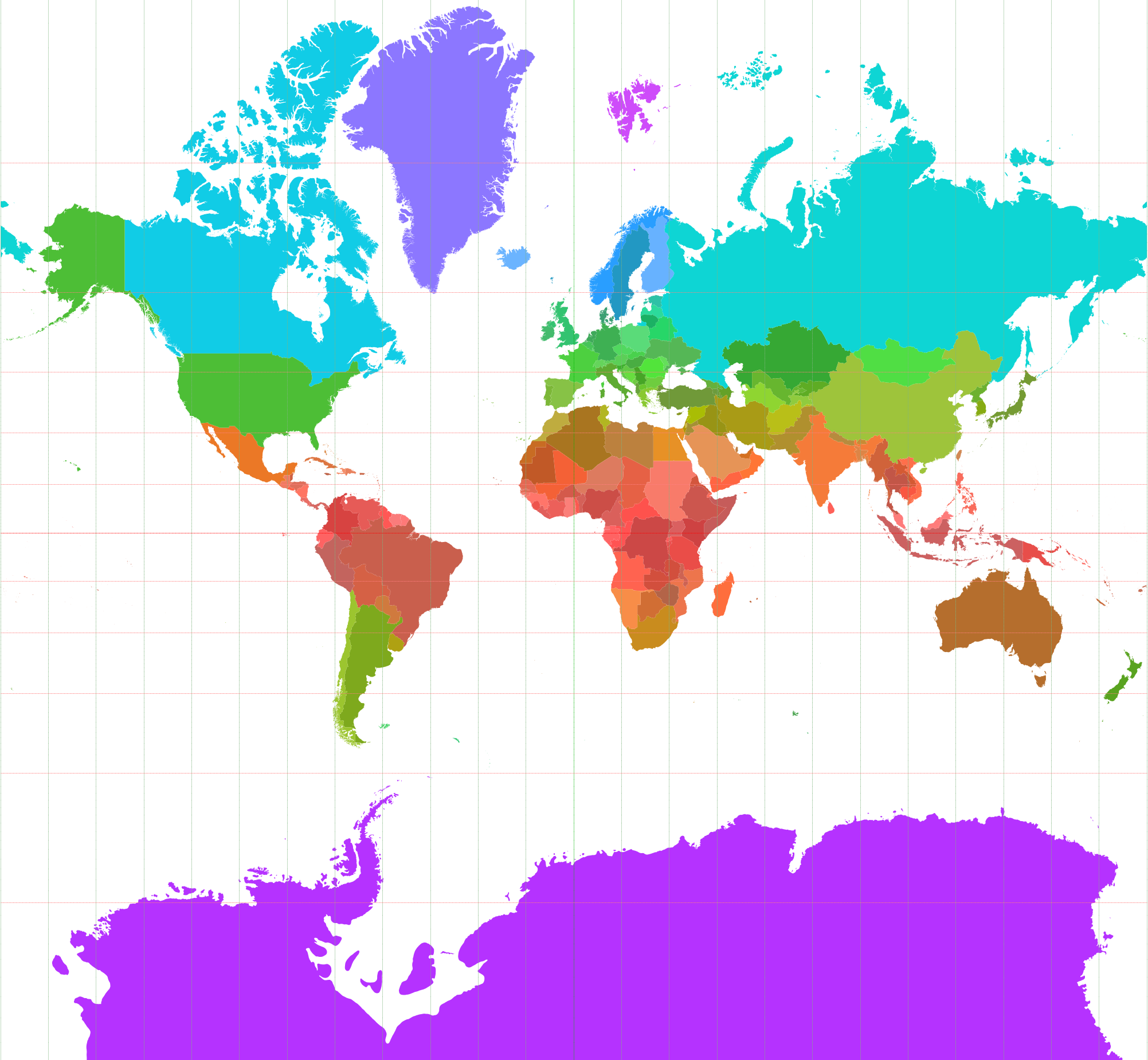
...of hoekgetrouw zoals in de bekende mercatorprojectie waardoor Groenland groter oogt dan India? Ook een cartograaf beschikt over definitiemacht.

Definitiemacht is het vermogen om te bepalen welke betekenis wordt gegeven aan een verschijnsel. Deze macht ligt vaak bij hen die ook de politieke, economische of wetenschappelijke macht hebben. In het laatste geval wordt ook wel van experts gesproken. De definitiemacht ligt daarmee niet altijd bij de directbetrokkenen en is dan ook niet noodzakelijk objectief en neutraal.

## Definitiemacht van de media
De media hebben door hun aard een dominante invloed op waar het grote publiek aan denkt en over praat. Ze hebben definitiemacht over de maatschappelijke agenda. Wie of wat krijgt wel of geen aandacht, hoe, wanneer, hoe vaak en in welke volgorde, met welke nadruk, context en invalshoek? Anders gezegd: zou de vraag "Wat is nieuws?" eenduidig en objectief te beantwoorden zijn, dan zagen alle voorpagina's er identiek uit. De definitiemacht van de media is gerelateerd aan medialogica, een term die verwijst naar het verschijnsel dat deelnemers aan het debat in het publieke domein zich op hun beurt vaak richten naar de opvattingen, vanzelfsprekendheden en mogelijkheden die journalisten en programmamakers hanteren bij de interpretatie en presentatie van de actualiteit. Spindoctors maken er hun beroep van om gebruik te maken van de definitiemacht van de media. Door middel van framing proberen zij het maatschappelijke discours zo te kaderen dat de pers hun interpretatie overneemt of een andere uitleg verdringt.

### Voorbeeld: conflicten
Wat het ene medium als een bericht van een bevrijdingsleger ziet, betitelt de ander als propaganda van een bezettingsmacht. Bewuste en onbewuste redactionele keuzes en ethische tradities laten in de verslaggeving vaak een opvatting doorklinken over de schuldvraag: is een verzetsheld nu vermoord of is het een vijand die is uitgeschakeld? Naast woordkeus, kleurt ook de cameravoering de waarneming. Een gewapende strijd die de grote netwerken negeren kan rekenen op weinig aandacht van de internationale gemeenschap. Door een simpele definitiekwestie kan een incident momentum krijgen en een oorlog veroorzaken. Meer aspecten van definitiemacht en betekenisverlening bij: Nieuws).

## Andere bronnen met definitiemacht
Experts beschikken vaak over definitiemacht, zoals een medicus die een diagnose stelt en een ambtenaar die een koppel tot echtpaar verklaart en een jury die een winnaar aanwijst. Ook machthebbers kunnen via bijvoorbeeld geld of geweld of dankzij anciënniteit hun uitleg afdwingen of opdringen. In een rechtsstaat bepaalt het gezag van de rechter wie schuld of gelijk heeft. Een Nobelprijswinnaar of bijvoorbeeld een opinieleider kan definitiemacht hebben dankzij zijn prestige en een idool in een reclamespot kan over definitiemacht beschikken dankzij zijn of haar roem: "X op uw brood smeren is gezond".

### Voorbeeld: minderheden
Minderheden kunnen ook gecategoriseerd worden zonder daar zelf sturing op uit te kunnen oefenen. Een dergelijke groep kan daardoor in een afhankelijkheidspositie terechtkomen van een meerderheid die de definitiemacht claimt en de definitie van de situatie bepalen. Dit kan verlies van autonomie tot gevolg hebben waarbij minderheden louter worden gedefinieerd volgens de normen van de meerderheid. Dit kan gevolgen hebben voor de sociale identiteit als het zelfbeeld niet overeenkomt met het vaak door stereotypes gekenmerkte beeld dat buitenstaanders van de groep hebben. Hierdoor wordt vooral aandacht besteed aan een deelidentiteit waarbij de overige elementen van de identiteit worden verwaarloosd. Zo kan de ene groep het gedrag van een andere als deviant bestempelen. De labelingtheorie stelt zelfs dat dit deviant gedrag in de hand werkt. De handeling zelf noemde Lemert de primaire deviantie, de reactie daarop door de betrokken persoon de secundaire deviantie. Deze secundaire deviantie draagt bij tot het stigma dat de persoon vervolgens krijgt, wat de selffulfilling prophecy in de hand werkt.

## Risicomaatschappij
Beck stelt in Risikogesellschaft dat in de huidige risicomaatschappij gevaren en risico's niet terug zijn te brengen tot slechts technische feiten, maar dat er ook een normatief oordeel gegeven moet worden over hoe men wil leven. De vraag is dan ook in hoeverre morele en ethische beslissingen die een hele samenleving aangaan, over moeten worden gelaten aan enkele experts. Beck stelt dat de definitiemacht in deze gevallen niet slechts bij deskundigen moet liggen.